# Leptacis tegulata
Leptacis tegulata (лат.) — вид платигастроидных наездников из семейства Platygastridae. Юго-Восточная Азия: Индонезия (острова Серам и Сула). Название относится к тегуле и характерной скульптуре под ней.

## Описание
Мелкие перепончатокрылые насекомые (длина 1,2 — 1,4 мм). Отличаются следующими признаками: затылочный киль и нотаули отсутствуют; мезоплевры примерно в верхней половине продольно скульптированы; краевые реснички переднего крыла не превышают 0,17 ширины крыла; длина переднего крыла в 2,9 раза больше ширины; метасома равна 0,9 длины мезосомы. Основная окраска коричневато-чёрная: тело чёрное, усики и ноги равномерно желтовато-коричневые, или А7-А10 темно-коричневые, или А2-А10 и тазики темно-коричневые; первый тергит Т1 с коричневатым оттенком. Усики 10-члениковые. Характерный вид за счёт скульптуры мезоплевр, относительно длинного антенномера А4, формы щитка и короткого брюшка. Вид был впервые описан в 2008 году датским энтомологом Петером Булем (Peter Neerup Buhl, Дания).